# Jozef Boons
Jozef Boons, dit Jos Boons (né le 13 février 1943 à Vorst, dans la province d'Anvers, et mort le 15 décembre 2000 à Laakdal) est un coureur cycliste belge. Il participe aux Jeux olympiques de 1964 et prend la 38e place de la course en ligne. Il est champion de Belgique sur route amateurs en 1964 et gagne le Tour des Flandres amateurs l'année suivante. Professionnel d'août 1965 à 1972, il est champion de Belgique en 1967.

## Palmarès
- 1962
  - Zuidkempense Pijl
  - 5e étape du Tour de Belgique amateurs
  - 1rea étape du Tour du Limbourg amateurs
  - 2e du Tour du Limbourg amateurs
- 1963
  - 2ea étape du Tour de Belgique amateurs
  - 2e du championnat de Belgique sur route militaires
- 1964
  -  Champion de Belgique sur route amateurs
- 1965
  - Tour des Flandres amateurs
  - 1re étape du Tour de Belgique amateurs
  - 2e du Tour de Belgique amateurs
  - 3e du championnat de Belgique sur route
- 1967
  -  Champion de Belgique sur route
  - Coupe Sels
  - 2e du Prix national de clôture
  - 2e du Grote Prijs Dr. Eugeen Roggeman
  - 3e du Circuit de Flandre centrale
  - 3e du Grand Prix Beeckman-De Caluwé
- 1968
  -  Champion de Belgique sur route interclubs
  - Circuit du Pays de Waes
  - 2e du Circuit du Brabant central
- 1969
  -  Champion de Belgique sur route interclubs

## Résultats sur les grands tours

### Tour de France
- 1966 : hors-délai (16e étape)

### Tour d'Italie
- 1966 : 73e